# Zemský okres Střední Sasko
Zemský okres Střední Sasko (německy Landkreis Mittelsachsen) je zemský okres v německé spolkové zemi Sasko. Má přibližně 300 tisíc obyvatel. Sídlem okresu je město Freiberg.

## Dějiny
Okres vznikl sloučením bývalých okresů Döbeln, Freiberg a Mittweida v rámci reformy okresů v srpnu 2008.

## Geografie
Okres se rozkládá mezi Krušnými horami na česko-německé hranici a nížinou mezi Lipskem a Drážďany. Hlavními řekami okresu jsou Freiberská Mulda a Zschopau. Okres sousedí (od západu po směru hodinových ručiček) se spolkovou zemí Durynsko, zemskými okresy Lipsko, Severní Sasko, Míšeň, Saské Švýcarsko-Východní Krušné hory, s Českou republikou, zemským okresem Krušné hory, s městem Saská Kamenice a zemským okresem Cvikov.

## Města a obce
| Města | Obce | Obce |
| --- | --- | --- |
| 1. Augustusburg 2. Brand-Erbisdorf 3. Burgstädt 4. Döbeln 5. Flöha 6. Frankenberg 7. Frauenstein 8. Freiberg 9. Geringswalde 10. Großschirma 11. Hainichen 12. Hartha 13. Leisnig 14. Lunzenau 15. Mittweida 16. Oederan 17. Penig 18. Rochlitz 19. Roßwein 20. Sayda 21. Waldheim | 1. Altmittweida 2. Bobritzsch-Hilbersdorf 3. Claußnitz 4. Dorfchemnitz 5. Eppendorf 6. Erlau 7. Großhartmannsdorf 8. Großweitzschen 9. Halsbrücke 10. Hartmannsdorf 11. Jahnatal 12. Königsfeld 13. Königshain-Wiederau 14. Kriebstein 15. Leubsdorf 16. Lichtenau 17. Lichtenberg | 1. Mühlau 2. Mulda 3. Neuhausen 4. Niederwiesa 5. Oberschöna 6. Rechenberg-Bienenmühle 7. Reinsberg 8. Rossau 9. Seelitz 10. Striegistal 11. Taura 12. Wechselburg 13. Weißenborn 14. Zettlitz |